# Niche Syndrome
Niche Syndrome (яп. NICHE シンドローム) — четвертый полноценный альбом японской рок-группы ONE OK ROCK, выпущенный 09 июня 2010 года. Он был выпущен в формате стандартного CD и ограниченного издания в формате CD+DVD. Этот альбом включает сингл «Kanzen Kankaku Dreamer», который был выпущен ранее в 2010 году. Первый альбом, который был записан без участия гитариста Алекса.
Песня «Wherever You Are» с этого альбома поднялась до 4-й позиции чарта Billboard Japan Hot 100 и продержалась на этой позиции 89 недель. Песня была использована в серии рекламных роликов мобильного оператора NTT Docomo «Kazoku-hen». Сингл «Kanzen Kankaku Dreamer» поднялся на 40-ю позицию чарта Billboard Japan Hot 100 и продержался на этой позиции 18 недель.
Релиз альбома Niche Syndrome был поддержан Zepp-туром под названием ONE OK ROCK «This Is My Own Judgement», продолжавшимся с 27 июня по 23 июля 2010 года.

## Список композиций
| №                   | Название                                              | Текст песни         | Музыка               | Длительность |
| ------------------- | ----------------------------------------------------- | ------------------- | -------------------- | ------------ |
| 1.                  | «Introduction»                                        | -                   | Така Тору Рёта Томоя | 1:00         |
| 2.                  | «Never Let This Go»                                   | Така                | Така                 | 4:17         |
| 3.                  | «Kanzen Kankaku Dreamer» (яп. 完全感覚Dreamer)        | Така                | Така                 | 4:12         |
| 4.                  | «Konzatsu Communication» (яп. 混雑コミュニケーション) | Така                | Така                 | 3:19         |
| 5.                  | «Yes I Am»                                            | Така Тору           | Така Тору            | 3:36         |
| 6.                  | «Shake It Down»                                       | Така                | Така Тору            | 3:13         |
| 7.                  | «Jibun Rock» (яп. じぶんROCK)                         | Така                | Така                 | 3:47         |
| 8.                  | «Liar»                                                | Така                | Така Тору            | 3:37         |
| 9.                  | «Wherever You Are»                                    | Така                | Така                 | 4:55         |
| 10.                 | «Riot!!!»                                             | Така                | Така                 | 4:16         |
| 11.                 | «Adult Suit» (яп. アダルトスーツ)                     | Така                | Така Тору            | 4:11         |
| 12.                 | «Mikansei Kokyokyoku» (яп. 未完成交響曲)              | Така                | Така Тору            | 3:28         |
| 13.                 | «Nobody's Home» (Со скрытым треком "Attendance")      | Така                | Така                 | 9:14         |
| Общая длительность: | Общая длительность:                                   | Общая длительность: | Общая длительность:  | 53:10        |

| №  | Название                                                             | Длительность |
| -- | -------------------------------------------------------------------- | ------------ |
| 1. | «Kanzen Kankaku Dreamer» (Видеоклип)                                 | 4:20         |
| 2. | «Jibun Rock» (Видеоклип)                                             | 3:54         |
| 3. | «Liar» (Видеоклип)                                                   | 3:49         |
| 4. | «Jibun Rock» (Ver.2: MV Shooting Off Shot)                           | ~3:52        |
| 5. | «Kanzen Kankaku Dreamer» (26.11.2009 Живое выступление в Zepp Tokyo) | ~4:40        |

## Дополнительные факты
1. Песня «Wherever You Are» была написана Такой для свадьбы его друзей.
2.Песня «Nobody’s Home» — это извинения и благодарность Таки своим родителям — известным Японским исполнителям — Синъити Мори и Масако Мори.

## Чарты

### Альбом
| Чарт (2010)                        | Наивысшая позиция |
| ---------------------------------- | ----------------- |
| Японские альбомы (Oricon)          | 4                 |
| Японские альбомы (Billboard Japan) | 3                 |

### Синглы
| Название                                       | Год  | Наивысшая позиция | Наивысшая позиция |
| Название                                       | Год  | JPN Oricon        | JPN Billboard     |
| ---------------------------------------------- | ---- | ----------------- | ----------------- |
| «Kanzen Kankaku Dreamer» (яп. 完全感覚Dreamer) | 2010 | 9                 | 40                |

### Другие песни в чартах
| Название           | Год  | Наивысшая позиция |
| Название           | Год  | JPN Billboard     |
| ------------------ | ---- | ----------------- |
| «Wherever You Are» | 2010 | 4                 |

## Сертификации
| Регион                                                      | Сертификация | Продажи  |
| ----------------------------------------------------------- | ------------ | -------- |
| Япония (RIAJ)                                               | Платиновый   | 250 000^ |
| ^ Данные о тиражах приведены только на основе сертификации. |              |          |

## Награды
MTV Video Music Awards Japan
| Год  | Номинируемая работа           | Категория       | Результат |
| ---- | ----------------------------- | --------------- | --------- |
| 2011 | «Jibun Rock» (яп. じぶんROCK) | Best Rock Video | Номинация |

## Участники записи
ONE OK ROCK
- Такахиро «Така» Мориути — Вокал
- Тору Ямасита — Рэп, Ритм-гитара
- Рёта Кохама — Бас-гитара
- Томоя Канки — Ударные